# Ana Luísa Aparecida
Ana Luísa Aparecida de Souza Soares (São Paulo, 28 de março de 2001) é uma voleibolista paralímpica brasileira.
Conquistou a medalha de bronze nos Jogos Paralímpicos de Verão de 2020 em Tóquio, representando o Brasil após derrotar a Seleção Canadense por 3 sets a 1.

## Biografia
Aos 14 anos, Ana sofreu um acidente de moto que resultou em múltiplas fraturas na perna direita. Posteriormente, essas fraturas evoluíram para osteonecrose e osteoartrose. Essas condições médicas causaram uma limitação na amplitude de movimento e uma perda de força no membro afetado. No entanto, dois anos após o acidente, Ana foi apresentada ao vôlei sentado por uma psicóloga. Desde então, ela começou a praticar a modalidade e se tornou uma atleta paralímpica.